# Philolaos
Philolaos (griechisch Φιλόλαος; * wohl um 470 v. Chr.; † nach 399 v. Chr.) war ein antiker griechischer Philosoph (Pythagoreer). Er war ein Zeitgenosse des Sokrates, wird aber wegen seiner Denkweise zu den Vorsokratikern gezählt.

## Leben
Über das Leben des Philolaos ist wenig bekannt. Wahrscheinlich stammte er aus Kroton. Vermutlich lebte er später in Tarent.
Um die Mitte oder in der zweiten Hälfte des 5. Jahrhunderts brachen in Süditalien schwere antipythagoreische Unruhen aus. Die Versammlungsstätte der Pythagoreer in Kroton, das Haus des (längst verstorbenen) Athleten Milon, wurde angezündet. Dabei sollen alle anwesenden Pythagoreer außer zweien ums Leben gekommen sein. Nach der Darstellung des spätantiken Neuplatonikers Olympiodoros war Philolaos einer der beiden, die entkamen. Damit stimmt Plutarch überein, der jedoch den Vorgang irrtümlich nach Metapont verlegt und hinzufügt, Philolaos sei dann zunächst nach Lukanien geflohen. Aristoxenos, dessen Bericht glaubwürdiger ist, kennt die Geschichte auch, gibt jedoch statt Philolaos’ Namen einen anderen (Archippos von Tarent) an. Jedenfalls emigrierten manche Pythagoreer, darunter Philolaos, wegen der Verfolgung in Süditalien nach Griechenland. Philolaos ließ sich zeitweilig in Theben nieder. In Platons Dialog Phaidon, der sich im Jahr 399 abspielt, wird er als ehemaliger Lehrer zweier Dialogteilnehmer, der Thebaner Kebes und Simmias, erwähnt. Nach einer Überlieferung, deren Zuverlässigkeit ungewiss ist, traf Platon auf seiner ersten Italienreise (um 388) mit Philolaos zusammen, der in diesem Fall aus Griechenland heimgekehrt sein müsste.
Nach einem Bericht von zweifelhafter Glaubwürdigkeit war Philolaos ein Schüler des Pythagoreers Lysis aus Tarent, der ebenfalls wegen der politischen Unruhen aus Italien nach Theben emigrierte. Als Schüler des Philolaos werden Archytas von Tarent, Eurytos und Demokrit genannt.

## Werk
Anscheinend war Philolaos der erste Pythagoreer, der ein Buch über pythagoreische Naturphilosophie verfasste. Von dem Werk, das in dorischem Dialekt geschrieben war, sind nur Fragmente erhalten, deren Echtheit teilweise ungewiss ist. Ein großer Teil gilt heute als authentisch. Platon soll das Buch auf seiner ersten Italienreise erworben haben; er wurde später beschuldigt, die in seinem Dialog Timaios dargelegten Lehren seien plagiiert und stammten in Wirklichkeit von Philolaos.

## Lehre
Das philosophische Denken des Philolaos kreist um den Gegensatz zwischen den unbegrenzten Dingen (ápeira) und den grenzbildenden Dingen (peraínonta). Dieser Gegensatz ist für ihn die primäre Gegebenheit. Aus der Verbindung von unbegrenzten und begrenzenden Dingen bzw. Faktoren (er verwendet immer den Plural) geht die gesamte Wirklichkeit hervor, sowohl der Kosmos als Ganzes als auch seine einzelnen Bestandteile. Im Unterschied zu Platons Denkweise meint Philolaos nicht abstrakte Prinzipien (Unendlichkeit und Endlichkeit), sondern sinnlich Wahrnehmbares als solches. Das Ewige und die Natur an sich hält er für unerkennbar. Alles Erkennbare ist begrenzt, anderenfalls könnte es nicht erkannt werden.
Begrenzende und unbegrenzte Dinge sind von Natur aus verschiedenartig; dass sie dennoch zusammentreffen und sich miteinander verbinden und dadurch die Welt entsteht, wird durch das Hinzutreten eines dritten Faktors möglich, den er Harmonie nennt. Die Harmonie hält die Welt zusammen und verschafft ihr eine sinnvolle Struktur (nicht jede beliebige Begrenzung eines an sich grenzenlosen Kontinuums ist harmonisch). Mit den Begriffen „unbegrenzt“ und „begrenzend“ verbindet Philolaos – anders als manche andere Pythagoreer – offenbar keine moralischen Bewertungen.
Da die Objekte der Erkenntnis also endliche Größen sind, sind sie mathematisch ausdrückbar. Nur durch die ihnen zugeordneten Zahlen erschließen sie sich menschlichem Verständnis.
Umstritten ist, inwieweit bzw. in welchem Sinne Philolaos und andere frühe Pythagoreer auf eine modernem Denken fremde Art die Auffassung vertreten haben, dass physische Objekte selbst die ihnen entsprechenden Zahlen sind (wie eine auf Aristoteles zurückgehende, vielleicht missverständliche Deutung der pythagoreischen Zahlenlehre besagt). Jedenfalls war das Zahlenverständnis dieser vorsokratischen Pythagoreer noch nicht abstrakt in dem seit Platon geläufigen Sinne.

### Kosmologie
Indem die Harmonie die beiden Urgegebenheiten, die grenzenlosen und die begrenzenden Dinge bzw. Faktoren, zusammenfügt, entsteht der Kosmos als ein wohlgeordnetes Weltganzes. Diese Weltordnung stellt Philolaos in einem astronomischen Modell dar, das vielleicht zumindest teilweise auf ihn selbst zurückgeht. Astronomiehistorisch interessant ist das Modell vor allem dadurch, dass es nicht – wie damals üblich – die Erde in den Mittelpunkt des Universums stellt. Vielmehr nimmt Philolaos in der Mitte ein hypothetisches Zentralfeuer („Herd“) an, das von allen Himmelskörpern einschließlich der Erde umkreist wird. Bei ihrem Umlauf um das Zentralfeuer vollzieht die Erde eine Achsendrehung, die so an ihre Kreisbewegung gekoppelt ist, dass sie dem Zentralfeuer immer die gleiche Seite zuwendet. Das Zentralfeuer ist für die Menschen unsichtbar, da sie auf der ihm stets abgewendeten Seite der Erde leben. Auf der innersten Kreisbahn bewegt sich – immer der Erde gegenüber und daher ebenfalls stets für uns unsichtbar – eine Gegenerde. Weiter außen als die Erde kreisen der Mond, die Sonne und die fünf damals bekannten Planeten (Merkur, Venus, Mars, Jupiter und Saturn) um das Zentralfeuer, um das sich auch ganz außen die Fixsternsphäre dreht. Die Fixsternsphäre als Außengrenze des Kosmos ist überall von einem äußeren Feuer umgeben. Den Mond hält Philolaos für bewohnt, die Sonne betrachtet er als glasartigen Körper, der wie eine Linse Licht und Hitze, die vom äußeren Feuer kommen, sammelt und weiterleitet.
Die Entstehung der Welt (Kosmogonie) stellt sich Philolaos so vor, dass sich die Welt von der Mitte (dem Zentralfeuer) aus in alle Richtungen zugleich und in gleicher Weise entwickelt hat. Dies hält er für notwendig, da er keine Richtung als besonders ausgezeichnet betrachtet, sondern Richtungen wie „aufwärts“ und „abwärts“ nur als relative, standortabhängige Aussagen in einem punktsymmetrischen Universum auffasst. Indem unbegrenzte Faktoren wie Zeit und leerer Raum mit begrenzenden – wie der kugelförmigen Gestalt des Universums mit einem Mittelpunkt – verbunden werden, entsteht die Welt.

### Musiktheorie
Über die Musiktheorie des Philolaos informiert knapp Nikomachos von Gerasa in seinem Harmonikón encheirídion („Handbuch der Harmonielehre“), wobei er auch eine Passage aus dem verlorenen Werk des Philolaos zitiert. Dieses Philolaos-Fragment (Nr. 6a) gilt heute als echt. Ein anderes Zitat, das Boëthius in seiner Schrift De institutione musica mitteilt, sowie weitere Angaben von Boethius, Proklos und Porphyrios stammen wohl aus einer späteren, Philolaos zu Unrecht zugeschriebenen verlorenen Abhandlung, die bereits den Einfluss von Überlegungen zeigt, welche in der frühen Platonischen Akademie angestellt wurden. Diese Quellen kommen daher für eine Rekonstruktion von Philolaos' Musiklehre nicht in Betracht.
Das von Nikomachos überlieferte Fragment fällt durch seine altertümliche Ausdrucksweise auf. So bezeichnet Philolaos die Paramese als „Trite“, und auch für die Quarte und die Quinte verwendet er später ungebräuchliche Fachausdrücke, die anscheinend alter Musikpraxis entstammen. Philolaos ging wohl von einer siebensaitigen Lyra aus, wobei die sieben Saiten eine Oktave ergaben, in der ein Ton fehlte. Die vorausgesetzte Tonleiter ist e f g a h d' e', der fehlende Ton c'. Dabei ist die Paramese h, nicht – wie sonst üblich – b oder c'. Dies wurde Philolaos, wie Nikomachos berichtet, von Kritikern als Fehler angekreidet.

## Rezeption
Die antike Philolaos-Rezeption war, wie Aelian bedauernd feststellte, relativ schwach. Aristoteles setzte sich kritisch mit der Kosmologie des Philolaos auseinander; zu seiner Zeit war dessen Buch also noch zugänglich. Später nahm das Interesse an Philolaos ab. In der Spätantike hatte sein Name einen guten Klang, wie einige ihm zugeschriebene unechte Werke (Pseudepigraphen) erkennen lassen. In der Frühen Neuzeit erlangte er wieder eine gewisse Bedeutung, da Nikolaus Kopernikus sich für alle historisch bezeugten Alternativen zum geozentrischen Weltbild interessierte und sich daher auch von Philolaos anregen ließ.
Der Mondkrater Philolaus ist nach dem Philosophen benannt.

## Textausgaben
- Carl A. Huffman: Philolaus of Croton, Pythagorean and Presocratic. Cambridge University Press, Cambridge 1993, ISBN 0-521-41525-X (Ausgabe der Fragmente des Philolaos und Zusammenstellung der sonstigen Quellenzeugnisse mit englischer Übersetzung und ausführlichem Kommentar)
- Laura Gemelli Marciano (Hrsg.): Die Vorsokratiker. Band 1, Artemis & Winkler, Düsseldorf 2007, ISBN 978-3-7608-1735-4, S. 140–151 (griechische Texte mit deutscher Übersetzung, Erläuterungen sowie Einführung zu Leben und Werk)